# ایندیپندنس (میزوری)

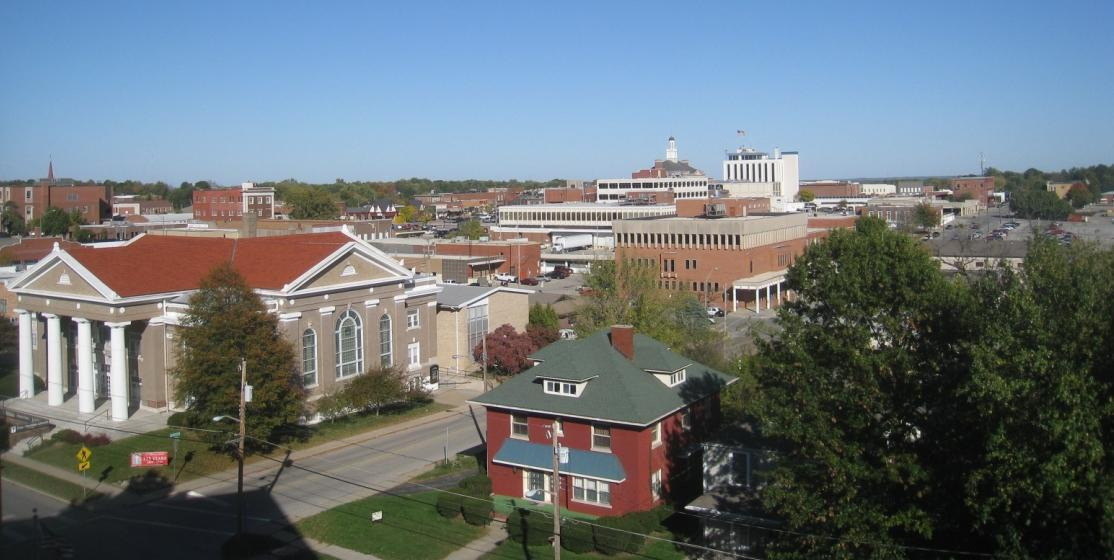

ایندیپندنس (به انگلیسی: Independence) شهری در شهرستان جکسون ایالت میزوری است که جمعیت آن در سرشماری سال ۲۰۱۰ میلادی ۱۱۶۸۳۰ نفر بوده‌است. ایندیپندنس یکی از حومه‌های کانزاس سیتی است.